# Pardines
|  | Per a altres significats, vegeu «Pardines (desambiguació)». |

Pardines és un poble i municipi de la comarca del Ripollès, al nord de la regió de l'Alt Ter. A la legislatura (2015-2019) l'alcaldessa era Núria Pérez Desel.

## Geografia
- Llista de topònims de Pardines (Orografia: muntanyes, serres, collades, indrets..; hidrografia: rius, fonts...; edificis: cases, masies, esglésies, etc).

El terme municipal té una extensió de 31 km² i el poble està a 1.226 m d'altitud. El punt més alt del municipi és al Puig Cerverís, de 2.206,8 m d'altura.

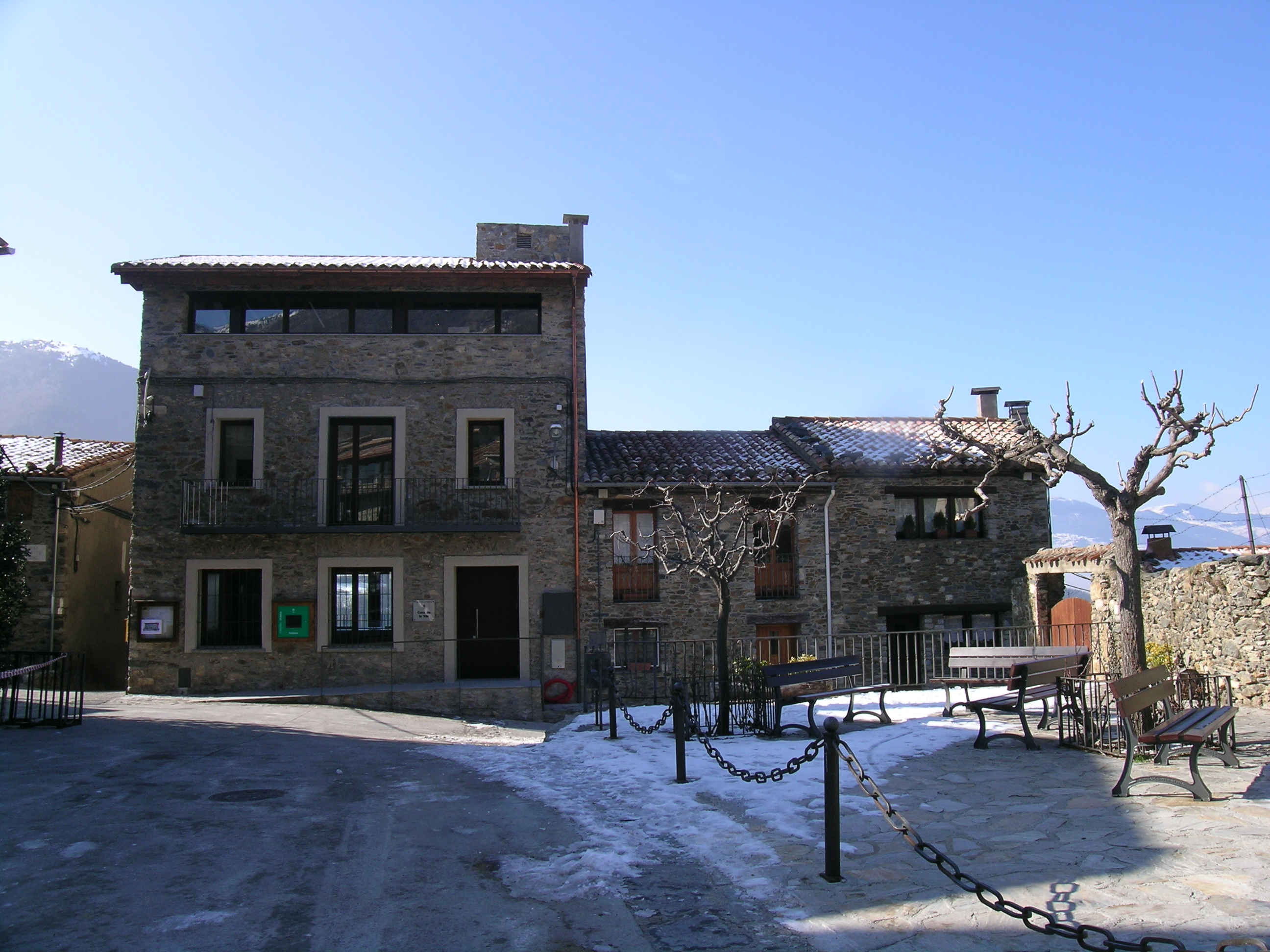
Ajuntament de Pardines

Els límits del terme municipal són al nord amb Queralbs i Vilallonga de Ter, a l'est amb Ogassa, al sud amb Ogassa i a l'oest amb Ribes de Freser i Queralbs.
El nom de Pardines té els seus orígens, segons els etimologistes, en el nom parietinas (del llatí PARETINA, les parets), que vol dir ruïnes d'un edifici, indret on hi havia hagut una construcció que avui està arruïnada. Ja és documentat l'any 839, en l'acta de consagració de la Seu d'Urgell. Fou possessió dels vescomtes de Cerdanya, dels senyors de Sales, del monestir de Sant Martí de Canigó i dels comtes de Barcelona. Posteriorment en fou senyor Eiximèn Peres Roís de Corella i de Santacoloma, primer comte de Cocentaina.
Pardines és el principal nucli de població de la Vall del Segadell.

## Llocs d'interès
- Santa Magdalena de Pardines[3]
- Sant Esteve de Pardines
- Capella de Sant Martí
- Capella del Roser

## Demografia
| Entitat de població  | Habitants (2023) |
| Pardines             | 126              |
| l'Orri               | 15               |
| Puigsac              | 11               |
| Vilaró               | 9                |
| Pujalt (Pardines)    | 6                |
| Llavanera (Pardines) | 2                |
| Font: Idescat        |                  |

| 1497 f | 1515 f | 1553 f | 1717 | 1787 | 1857 | 1877 | 1887 | 1900 | 1910 |
| ------ | ------ | ------ | ---- | ---- | ---- | ---- | ---- | ---- | ---- |
| 31     | 21     | 20     | 178  | 256  | 588  | 533  | 512  | 476  | 442  |

| 1920 | 1930 | 1940 | 1950 | 1960 | 1970 | 1981 | 1990 | 1992 | 1994 |
| ---- | ---- | ---- | ---- | ---- | ---- | ---- | ---- | ---- | ---- |
| 481  | 448  | 397  | 357  | 352  | 193  | 130  | 130  | 125  | 125  |

| 1996 | 1998 | 2000 | 2002 | 2004 | 2006 | 2008 | 2010 | 2012 | 2014 |
| ---- | ---- | ---- | ---- | ---- | ---- | ---- | ---- | ---- | ---- |
| 139  | 134  | 143  | 146  | 154  | 149  | 168  | 164  | 154  | 155  |

| 2016 | 2018 | 2020 | 2022 | 2024 | 2026 | 2028 | 2030 | 2032 | 2034 |
| ---- | ---- | ---- | ---- | ---- | ---- | ---- | ---- | ---- | ---- |
| 158  | 162  | 169  | 165  | 161  | -    | -    | -    | -    | -    |

## Festes populars

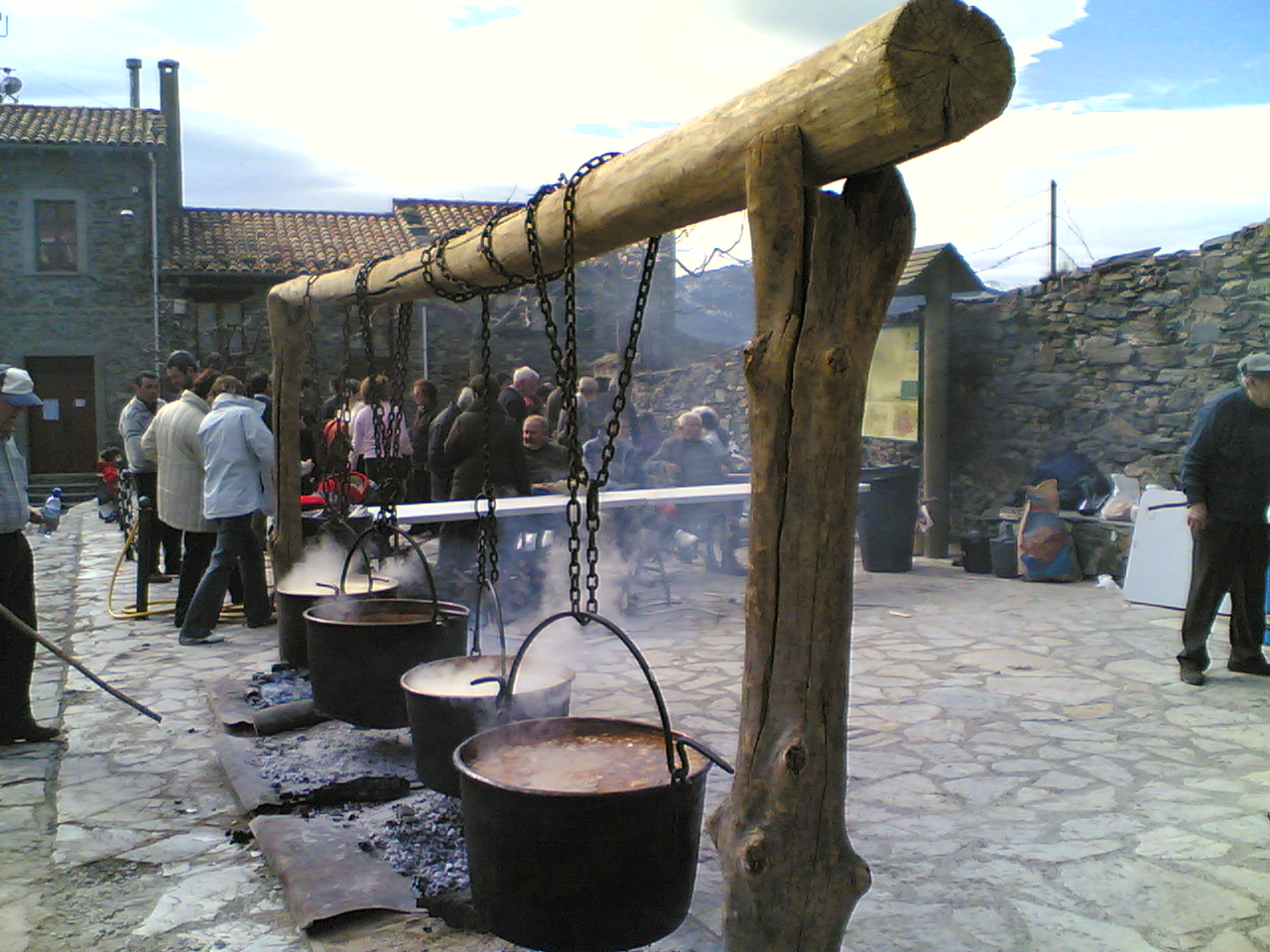
Dia de Farinetes a Pardines

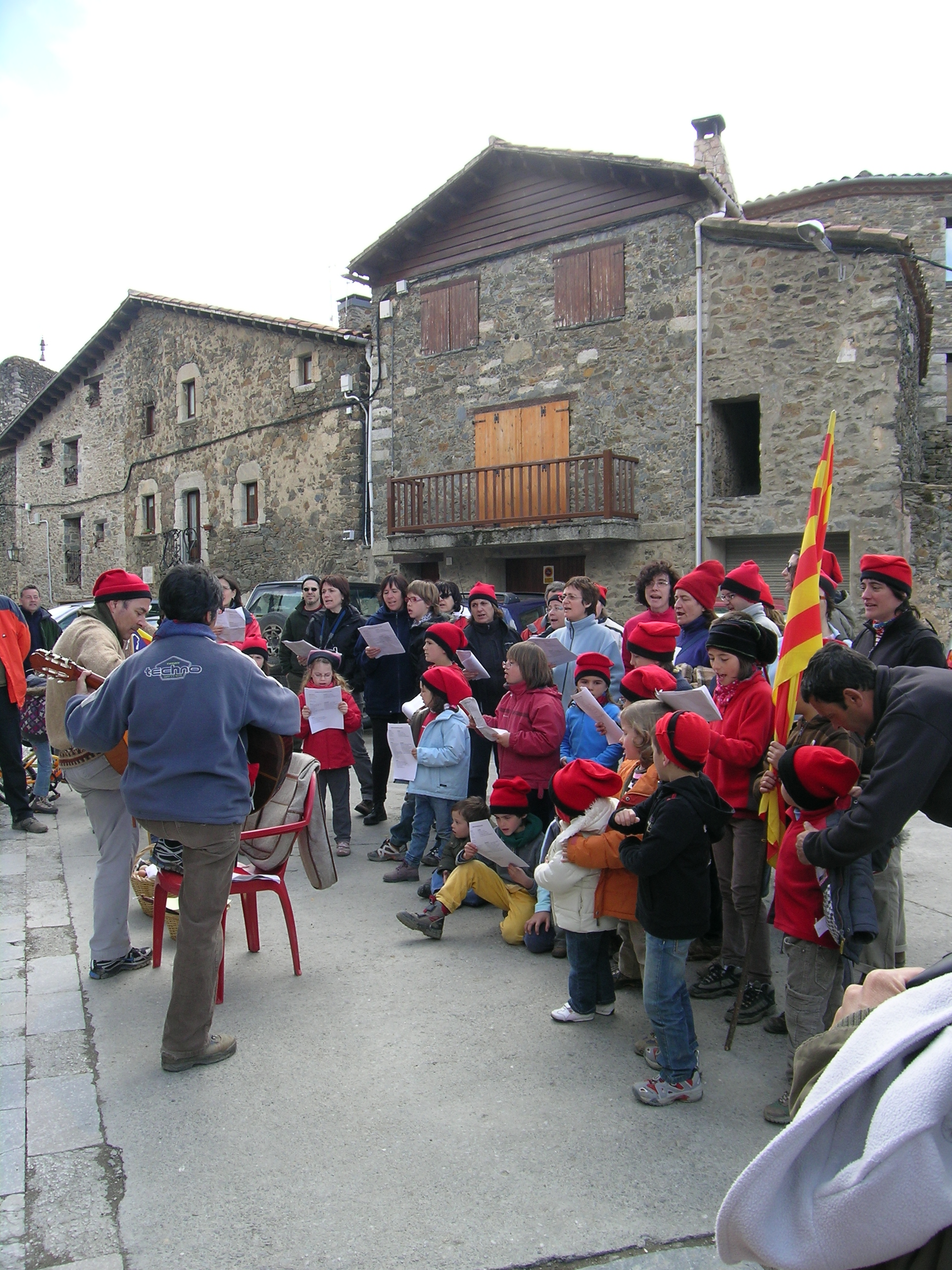
Caramelles per Pasqüetes a Pardines

- Dia de Farinetes – Febrer
- Pasqüetes i Caramelles – Abril
- Festa Major - Inici d'agost